# 速度警告音
速度警告音（そくどけいこくおん）とは、車両などの速度が一定以上に達すると発せられる音である。一般的に、日本で運行する自動車に装備されていた警報装置や、その装置から発せられる警報音を指すことが多い。

## 解説

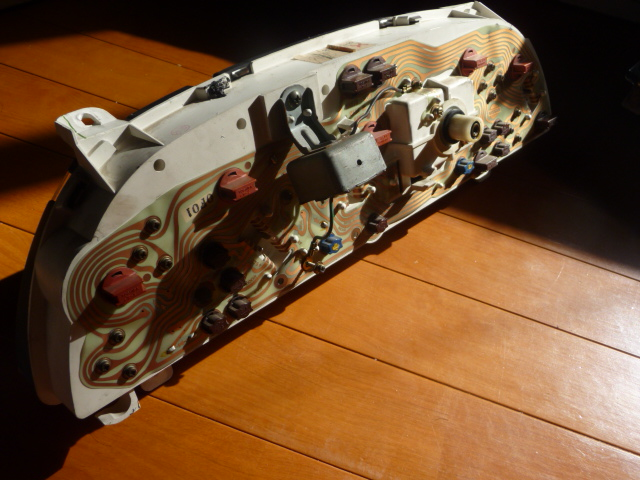
日産スカイラインR32系前期型、計器盤裏の速度警告装置（中央付近の金属製の部品）

日本では1980年代後半製造分の車両まで、普通乗用車では車速が約105 km/h、軽自動車では約85 km/hを超えると、運転手へ注意喚起のため機械式のチャイムやブザーなどの警報音が鳴っていた。
大多数を占めた機械式チャイムの構造は、小型の鉄琴と同様の仕組みを利用したもので「キンコン」といった警告音を発することから、一般的には「キンコン」や「キンコンチャイム」、インターネットスラングでは「デスチャイム」などと呼称されることも多い。
大多数の貨物車、商用車、一部の大衆車では機械式ブザー、後年はより安価な圧電素子を用いた警告ブザーも存在していた。
1974年（昭和49年）11月21日に「道路運送車両の保安基準等の一部を改正する省令」（昭和49年運輸省令第45号）第1条によって装備を義務付けられ、自動車検査登録制度の検査項目であった。

### 法改正により廃止
しかし、日本独自の装備であり義務付けであるとして、貿易上の非関税障壁を主張するアメリカ合衆国連邦政府や世界の自動車製造メーカー（特に米国ビッグ3）の圧力や、単調な警報音による睡眠誘発の危険性から、1986年（昭和61年）3月19日に公布された「道路運送車両の保安基準の一部を改正する省令」（昭和61年運輸省令第3号）により義務付けが廃止された。
以降、順次日本車に装備されなくなり、2000年代初頭までディーラーオプションとして用意されていた車種もあったが、2010年代以降はオプション設定がなくなった。オプションではない標準装備で最後まで残っていたのは、2代目ホンダ・シティであった。